# Train jouet
« Train électrique » redirige ici. Pour les trains électriques réels, voir locomotive électrique.
Cet article court présente un sujet plus développé dans : Modélisme ferroviaire.

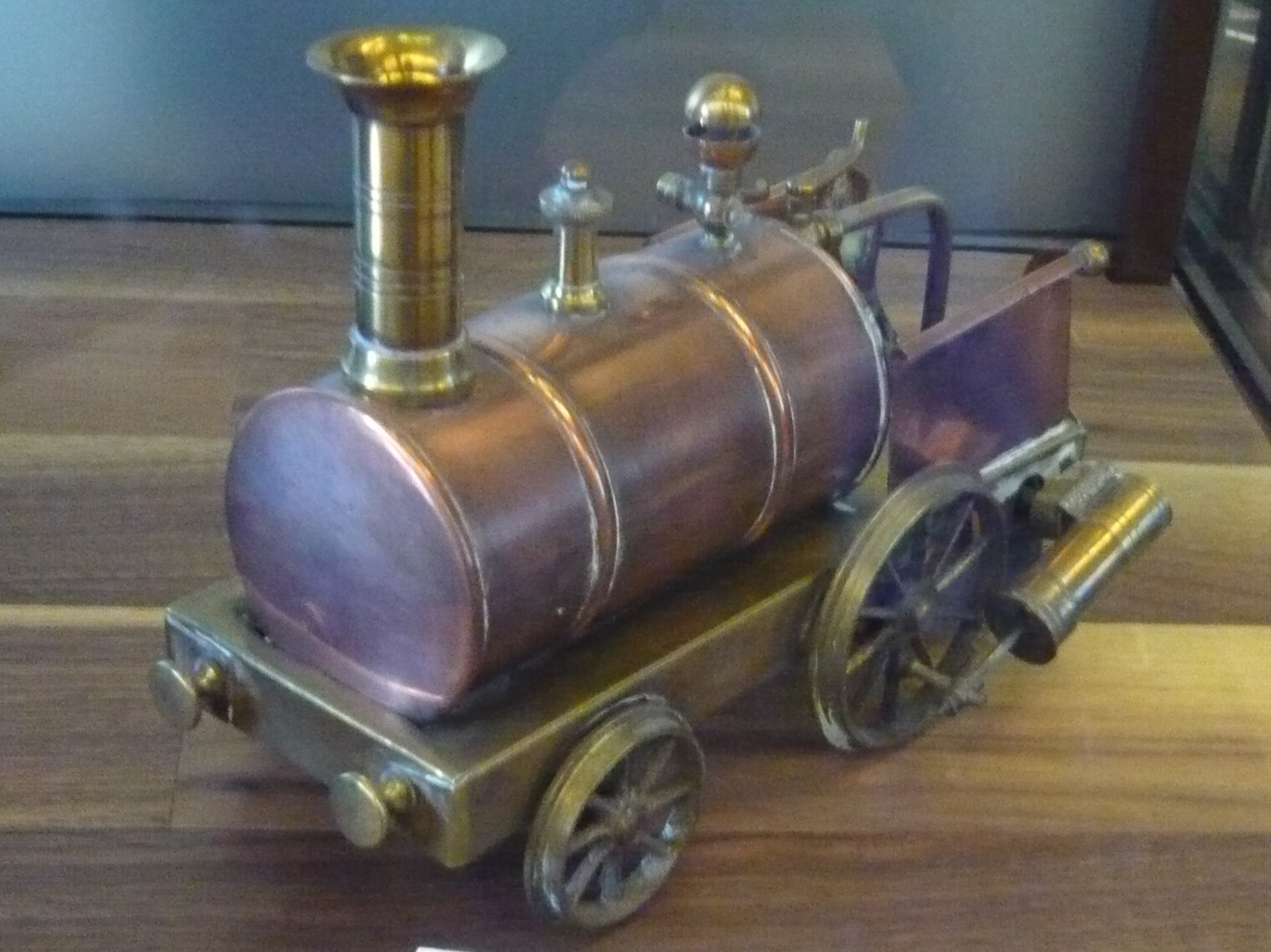
Un train de tapis à vapeur vive vers 1890.

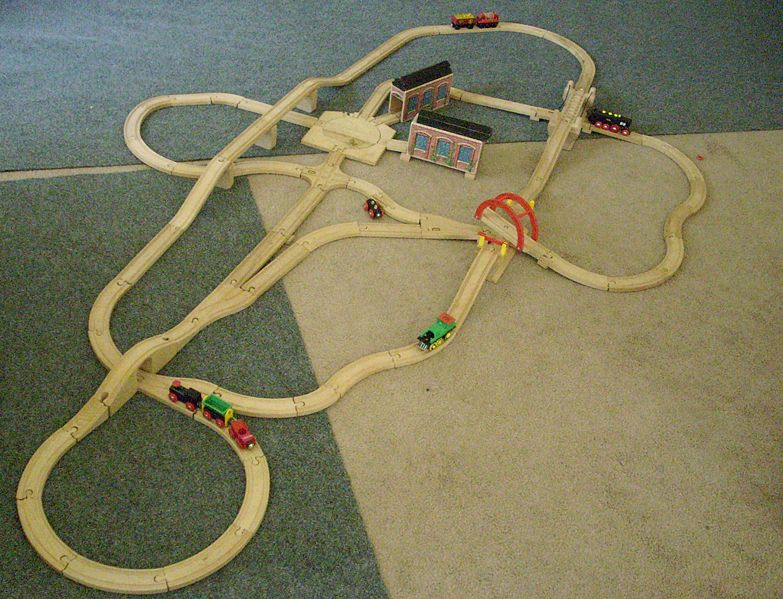
Train jouet moderne en bois.

Un train jouet (qui peut être un train électrique) est une reproduction miniature simplifiée d'un train ou d'un élément d'un train (locomotive, matériel remorqué...), utilisé en tant que jouet. Les trains jouets sont distincts de la pratique du modélisme ferroviaire, mais peuvent y amener.

## Historique
Les premiers trains jouets apparaissent en même temps que le chemin de fer.
Les trains de tapis apparaissent dans les années 1840 en Angleterre. Ils sont devenus des jouets très populaires de l'époque victorienne.
Les premiers trains électriques grand public apparaissent au début du XXe siècle, mais dès 1887, un train électrique miniature est envisagé pour le service de table.
Ce train jouet est généralement destiné à circuler sur une voie ferrée miniature et à reproduire le principe de fonctionnement des trains réels lors d'une séance de jeu : voyages d'une gare à l'autre, manœuvres, échanges de wagons. Il existe des trains jouets qui ne sont pas destinés à circuler sur une voie.
Ce jeu pour enfants connaît une évolution avec le développement du modélisme ferroviaire au début du XXe siècle, dont le but est de constituer une maquette réaliste dans laquelle les trains constituent le sujet central. Le modélisme ferroviaire consiste alors, pour la plupart de ses pratiquants, à construire un réseau ferroviaire (parfois improprement appelé « circuit ») aménagé et décoré, sur lequel le modéliste fera circuler ses trains en s'inspirant de la réalité du monde ferroviaire.
Il existe une production moderne de trains jouets, destinée à un marché de collectionneurs adultes.

## Fonctionnement des trains jouets
Il existe des trains jouets non-alimentés par l'électricité : ces derniers peuvent être à vapeur vive, ainsi que, plus rarement, à propulsion mécanique (ressort, friction) ou poussés à la main.
La dénomination « train électrique » désigne un train jouet à échelle réduite, composé d'une locomotive propulsée par un moteur électrique (qu'elle représente une locomotive à vapeur, à motorisation thermique ou électrique), de voitures et de wagons, ainsi que les éléments leur permettant de rouler : la voie et l'alimentation électrique, sous forme d'une batterie, d'un transformateur régulateur ou d'une commande Digital.

## Différence entre train jouet et modélisme ferroviaire
Le terme de « train jouet » désigne, parfois péjorativement, une reproduction grossière ou simplifiée d'un train, ne reproduisant pas ou très peu un modèle réel, par opposition à un modèle réduit ferroviaire. Le train jouet, tant pour son aspect collection que pour son exploitation, est considéré comme une branche du train miniature, distincte du modélisme ferroviaire.

## Coffret de départ

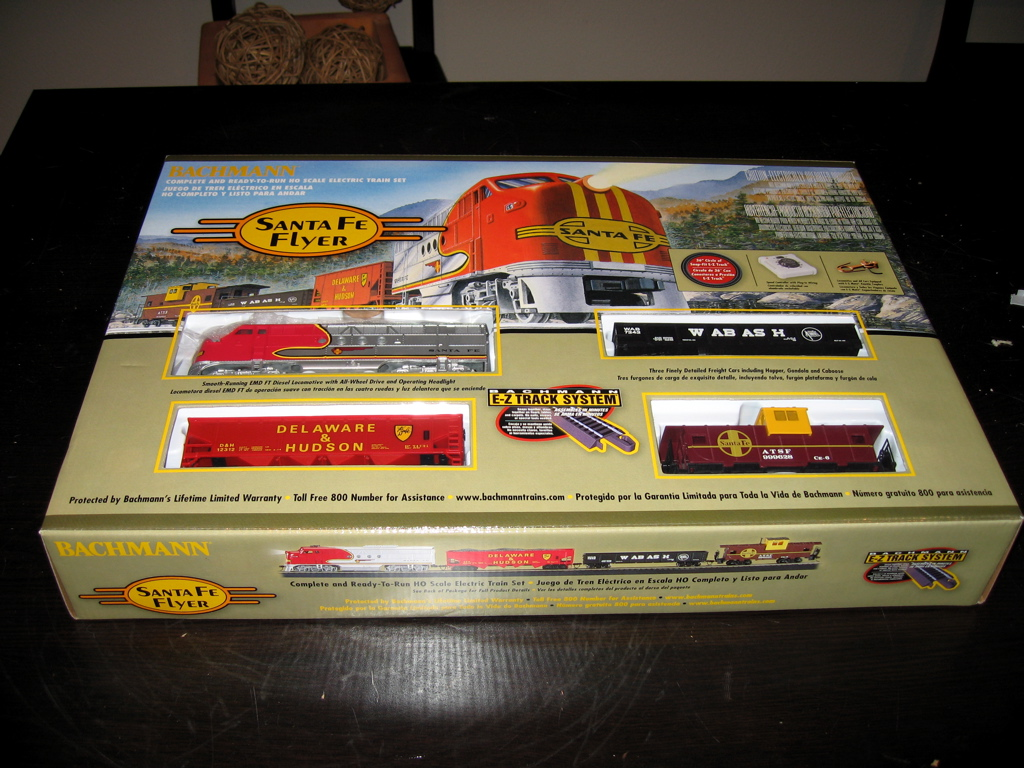
Coffret de train électrique.

De nos jours, le train électrique et ses accessoires sont le plus souvent regroupés dans un coffret dit « de départ », comprenant une locomotive, quelques voitures ou wagons, de quoi constituer un ovale de voie et une alimentation électrique. Ce coffret est une base pour commencer (et est le point de départ de nombreux modélistes ferroviaires), par la création d'un décor et d'une ambiance réaliste, la pratique du modélisme ferroviaire ; certains coffrets proposent des accessoires de décor : ouvrages d'art et autres véhicules.

## Pratique
Les amateurs de trains jouets français sont rassemblés au sein du cercle ferroviphile européen (CFE).

## Musées
Il existe plusieurs musées du train jouet comme le Rambolitrain à Rambouillet (Yvelines, France), le National Toy Train Museum (en) à Strasburg (Pennsylvanie, États-Unis) et le musée du train miniature à Keszthely (Hongrie).